# Герб Рокитного
Герб Роки́тного — офіційний символ смт Рокитне. Затверджений рішенням сесії Рокитнівської селищної ради від 20 травня 1997 року. Герб є промовистим.

## Опис (блазон)
Щит скошений зліва, у верхньому синьому полі золоті рушниця та мисливський ріжок, у нижньому золотому полі — зелені вербові віти.

## Зміст
Рушниця і мисливський ріжок символізують давню назву поселення — Охотникове, зелені вербові віти вказують на сучасну назву селища (рокита — верба), синій колір у гербі означає річки й озера, якими багатий цей край, а квітка азалії підкреслює своєрідність місцевої флори. Зелений колір — ліси, які оточують селище.

## Автори
Автори — А. Б. Гречило та Ю. П. Терлецький.